# Robert de Sorbon
Robert de Sorbon, född 9 oktober 1201 i Sorbon, Frankrike, död 15 augusti 1274 i Paris, var en fransk katolsk teolog, kansler och grundare av Collège de Sorbonne eller La Sorbonne, en kommunitet alltså ett slags studenthem. La Sorbonne gav upphov till Paris universitets metonym, Sorbonne.

## Biografi
Robert de Sorbon föddes i en fattig familj i en trakt som numera tillhör Ardennes. Han inträdde i kyrkan, och studerade i Reims och Paris. Han uppmärksammades för sin fromhet, vilket ledde till att hertigen av Artois och Ludvig IX av Frankrike blev hans beskyddare. Omkring 1251 utnämndes han till präst i Cambrai. Kort därefter fick han samma tjänst i Paris, och utsågs 1258 till kungens biktfader.
Omkring år 1253 började han undervisa, för att 1257 öppna Maison de Sorbonne, ett lärosäte i Paris med avsikten att ge ett tjugotal fattiga studenter utbildning i teologi. Kungen gav lärosätet ekonomiskt understöd, och påven Alexander IV godkände det 1259. Så småningom växte lärosätet till ett större centrum för utbildning, varmed det bildade kärnan till vad som senare kallades Paris universitet. Robert de Sorbon var dess kansler, undervisade och predikade från 1258 till sin död 1274.